# La felicità è un sistema complesso
Pour plus de détails, voir Fiche technique et Distribution.
La felicità è un sistema complesso est un film italien réalisé par Gianni Zanasi en 2015,,.

## Synopsis
Enrico (Valerio Mastandrea) travaille dans une entreprise de conseil où il est chargé de convaincre les héritiers d'entreprises familiales de céder leurs parts. Le but est d'éviter la faillite de la société, mais le sauvetage n'échappe généralement pas à une restructuration et laisse à ce titre de nombreuses familles sans emploi. Les rencontres successives avec une amie de son frère et avec deux adolescents héritiers d'une grande entreprise devenus des cibles pour son cabinet vont l'amener à modifier sa vision de l'entreprise et de la famille.

## Fiche technique
- Titre : La felicità è un sistema complesso
- Réalisateur : Gianni Zanasi
- Scénario : Gianni Zanasi, Lorenzo Favella et Michele Pellegrini
- Photographie : Vladan Radovic
- Producteur : Rita Rognoni et Francesco Tatò
- Maisons de production : Pupkin Production, IBC Movie et Rai Cinema
- Pays d'origine :  Italie
- Durée : 117 minutes (1 h 57)
- Langue : italien
- Genre : comédie dramatique
- Dates de sortie : 
  -  Italie : 26 novembre 2015

## Distribution
- Valerio Mastandrea : Enrico Giusti
- Giuseppe Battiston : Carlo Bernini
- Hadas Yaron : Achrinoam
- Filippo De Carli : Filippo Lievi
- Camilla Martini : Camilla Lievi
- Maurizio Donadoni : Zio Umberto
- Teco Celio : Bernini Senior
- Daniele De Angelis : Nicola Giusti
- Maurizio Lastrico : Ivano
- Paolo Briguglia : Matteo Borghi
- Domenico Diele : Assistente di Bernini
- Matteo Martari : Guido